# Lerista gerrardii
Lerista gerrardii är en ödleart som beskrevs av  Gray 1864. Lerista gerrardii ingår i släktet Lerista och familjen skinkar. Inga underarter finns listade i Catalogue of Life.